# Afipsip
Afipsip - Афипсип (rus) és un aül de la República d'Adiguèsia, a Rússia. Es troba a la confluència del riu Kuban i del riu Afips, a 18 km a l'oest de Takhtamukai i a 115 km al nord-oest de Maikop, la capital de la república.
Pertanyen a aquest municipi el possiólok de Kubanstroi i els aüls de Panakhes, Pseituk i Khaixtuk.